# ヒカレ
「ヒカレ」とは、ゆずの楽曲で、通算41枚目のシングルである。2014年2月12日に発売された。発売元はセーニャ・アンド・カンパニー。

## 概要
前作「表裏一体」以来、約2か月振りに発表された2014年1作目のシングルであり、表題曲は、「日本生命」のCMソングに起用。ゆずにとっては3度目となる同CMへのタイアップとなる。また、同年2月19日発売の12枚目のオリジナルアルバム『新世界』からの先行シングルとして発売され、発売に先駆けて同年2月7日より、iTunesとレコチョクにて先行配信された。また、同日にはYouTube上にミュージック・ビデオも公開された。
オリコンチャート調べによる初動売上は1.6万枚で、デビューシングルの「夏色」（1998年）以来40作ぶりに2万枚を下回った。週間順位は8位にランクインし、同チャートへの連続トップ10入りは40作台に到達した。発売日の前日（いわゆるフラゲ日）である2月11日は祝日（建国記念の日）であり、運送の都合上10日から手に入れることができたため、10日付のオリコンデイリーチャートから登場している。
『桑田佳祐のやさしい夜遊び』(TOKYO FM)内の企画「桑田佳祐が選ぶ2014 邦楽ベスト20」で表題曲が9位にランクインしている。

## 収録曲
1. ヒカレ (4:37)
  - 作詞：北川悠仁 / 作曲：北川悠仁・JIN / Produced by ゆず & 蔦谷好位置 & JIN / 編曲：蔦谷好位置 & ゆず
2. 月の涙 (3:33)
  - 作詞・作曲：岩沢厚治  / 編曲：磯貝サイモン & ゆず